# Gemarmerde drievlekbladroller
De gemarmerde drievlekbladroller (Lozotaenia forsterana) is een nachtvlinder uit de familie van de bladrollers. De spanwijdte van de vlinder bedraagt tussen de 20 en 29 millimeter.
De vliegtijd van de vlinder is juni tot en met augustus. De rups gebruikt een groot aantal verschillende planten als waardplant maar heeft een voorkeur voor Klimop.
De gemarmerde drievlekbladroller komt voor in geheel Europa en grote delen van Azië.